# Campionati europei di atletica leggera 2024 - 3000 metri siepi femminili
La gara dei 3000 metri siepi femminili dei campionati europei di atletica leggera 2024 si è svolta il 7 e il 9 giugno.

## Podio
| Pos.    | Atleta                | Nazionalità   | Tempo   |
| ------- | --------------------- | ------------- | ------- |
| Oro     | Alice Finot           | Francia       | 9'16"22 |
| Argento | Gesa Felicitas Krause | Germania      | 9'18"06 |
| Bronzo  | Elizabeth Bird        | Gran Bretagna | 9'18"39 |

## Situazione pre-gara

### Record
Prima di questa competizione, il record del mondo, il record europeo e il record dei campionati erano i seguenti.
| Record                | Prestazione | Atleta                           | Data e luogo                                | Competizione                |
| --------------------- | ----------- | -------------------------------- | ------------------------------------------- | --------------------------- |
| Record mondiale       | 8'44"32     | Beatrice Chepkoech Kenya         | 20 luglio 2018 Monaco, Principato di Monaco | Herculis 2018               |
| Record europeo        | 8'58"81     | Gul'nara Samitova-Galkina Russia | 17 agosto 2008 Pechino, Cina                | Giochi della XXIX Olimpiade |
| Record dei campionati | 9'11"31     | Luiza Gega Albania               | 20 agosto 2022 Monaco di Baviera, Germania  | Campionati europei 2022     |

### Campionessa in carica
La campionessa europea in carica era:
| Campione | Atleta             | Prestazione | Data e luogo                               | Competizione            |
| -------- | ------------------ | ----------- | ------------------------------------------ | ----------------------- |
| Europeo  | Luiza Gega Albania | 9'11"31     | 20 agosto 2022 Monaco di Baviera, Germania | Campionati europei 2022 |

### La stagione
Prima di questa gara, le atlete con le migliori tre prestazioni europee dell'anno erano:
| Pos. | Atleta                         | Prestazione | Data e luogo                            |
| ---- | ------------------------------ | ----------- | --------------------------------------- |
| 1    | Gesa Felicitas Krause Germania | 9'16"24     | 27 aprile 2024 Suzhou, Cina             |
| 2    | Lea Meyer Germania             | 9'22"51     | 17 maggio 2024 Los Angeles, Stati Uniti |
| 3    | Alicja Konieczek Polonia       | 9'22"52     | 17 maggio 2024 Los Angeles, Stati Uniti |

## Risultati

### Batterie di qualificazione
Le batterie di qualificazione si sono tenute il 7 giugno a partire dalle ore 13:05.
Le prime 8 di ogni batteria (Q) si qualificano per la finale.

#### Batteria 1
| Pos | Atleta                  | Nazionalità | Tempo    | Note                                     |
| --- | ----------------------- | ----------- | -------- | ---------------------------------------- |
| 1   | Stella Rutto            | Romania     | 9'30"00  | Q                                        |
| 2   | Lea Meyer               | Germania    | 9'30"63  | Q                                        |
| 3   | Gesa Felicitas Krause   | Germania    | 9'31"52  | Q                                        |
| 4   | Kinga Królik            | Polonia     | 9'31"84  | Q                                        |
| 5   | Aude Clavier            | Francia     | 9'34"54  | Q                                        |
| 6   | Linn Söderholm          | Svezia      | 9'34"62  | Q                                        |
| 7   | Irene Sánchez-Escribano | Spagna      | 9'34"80  | Q                                        |
| 8   | Luiza Gega              | Albania     | 9'35"77  | Q                                        |
| 9   | Juliane Hvid            | Danimarca   | 9'42"32  |                                          |
| 10  | Laura Maasik            | Estonia     | 9'44"20  | Record nazionale                         |
| 11  | Derya Kunur             | Turchia     | 9'44"51  |                                          |
| 12  | Andreea Stavila         | Moldavia    | 9'45"35  | Miglior prestazione personale            |
| 13  | Sümeyye Erol            | Turchia     | 9'45"36  |                                          |
| 14  | Michelle Finn           | Irlanda     | 9'46"93  | Miglior prestazione personale stagionale |
| 15  | Lena Millonig           | Austria     | 9'57"50  |                                          |
| 16  | Eleonora Curtabbi       | Italia      | 10'05"30 |                                          |
| -   | Chiara Scherrer         | Svizzera    | dnf      |                                          |

#### Batteria 2
| Pos | Atleta              | Nazionalità   | Tempo    | Note |
| --- | ------------------- | ------------- | -------- | ---- |
| 1   | Alice Finot         | Francia       | 9'28"29  | Q    |
| 2   | Alicja Konieczek    | Polonia       | 9'29"76  | Q    |
| 3   | Ilona Mononen       | Finlandia     | 9'31"08  | Q    |
| 4   | Elizabeth Bird      | Gran Bretagna | 9'32"87  | Q    |
| 5   | Emilia Lillemo      | Svezia        | 9'33"01  | Q    |
| 6   | Carolina Robles     | Spagna        | 9'33"79  | Q    |
| 7   | Olivia Gürth        | Germania      | 9'34"69  | Q    |
| 8   | Adva Cohen          | Israele       | 9'35"41  | Q    |
| 9   | Aneta Konieczek     | Polonia       | 9'41"23  |      |
| 10  | Natalija Strebkova  | Ucraina       | 9'45"71  |      |
| 11  | Tuğba Güvenç        | Turchia       | 9'53"37  |      |
| 12  | Flavie Renouard     | Francia       | 9'59"29  |      |
| 13  | Julia Samuelsson    | Svezia        | 10'01"65 |      |
| 14  | Blanca Fernández    | Spagna        | 10'08"59 |      |
| 15  | Zita Urbán          | Ungheria      | 10'14"39 |      |
| 16  | Maria Mihaela Blaga | Romania       | 10'32"84 |      |
| -   | Shirley Lang        | Svizzera      | dnf      |      |

### Finale
La finale si è tenuta il 9 giugno alle ore 22:04.
| Pos     | Atleta                  | Nazionalità   | Tempo   | Note                                     |
| ------- | ----------------------- | ------------- | ------- | ---------------------------------------- |
| Oro     | Alice Finot             | Francia       | 9'16"22 | Miglior prestazione europea stagionale   |
| Argento | Gesa Felicitas Krause   | Germania      | 9'18"06 |                                          |
| Bronzo  | Elizabeth Bird          | Gran Bretagna | 9'18"39 | Miglior prestazione personale stagionale |
| 4       | Stella Rutto            | Romania       | 9'22"36 | Miglior prestazione personale            |
| 5       | Luiza Gega              | Albania       | 9'22"92 | Miglior prestazione personale stagionale |
| 6       | Ilona Mononen           | Finlandia     | 9'23"28 | (.275)                                   |
| 7       | Alicja Konieczek        | Polonia       | 9'23"28 | (.279)                                   |
| 8       | Carolina Robles         | Spagna        | 9'23"75 | Miglior prestazione personale            |
| 9       | Lea Meyer               | Germania      | 9'27"85 |                                          |
| 10      | Irene Sánchez-Escribano | Spagna        | 9'27"97 |                                          |
| 11      | Olivia Gürth            | Germania      | 9'31"98 |                                          |
| 12      | Adva Cohen              | Israele       | 9'33"88 | Miglior prestazione personale stagionale |
| 13      | Kinga Królik            | Polonia       | 9'37"63 |                                          |
| 14      | Emilia Lillemo          | Svezia        | 9'38"34 |                                          |
| 15      | Aude Clavier            | Francia       | 9'46"70 |                                          |
| 16      | Linn Söderholm          | Svezia        | 9'54"14 |                                          |